# باغ منصورآباد
باغ منصورآباد یکی از باغ‌های تاریخی استان فارس واقع در شهر شیراز بوده‌است که در دوران قاجار بنا شده‌است.
این باغ در شمال غربی شیراز در محله منصور اباد قرار دارد و و دارای محوطه مربعی شکلی است که با درختان تنومند چنار محصور شده‌است.